# 援中港
援中港，是臺灣高雄市楠梓區、左營區交界地帶的一個傳統地域名稱，位於楠梓區西部、左營區西北部，地名源自「灣中港」的諧音，以地形得名。相較於今日行政區，其範圍大致包括楠梓區的中和里不含東北部凸出部分及東南部凸出部分、盛昌里西大半部不含西部邊界地帶，以及左營區的建明里西北部。

## 歷史
台灣日治初期，援中港地區為一街庄，稱為「援中港庄」（舊制街庄），隸屬於仁壽下里。該庄昔日西北與蚵仔藔庄北半葉、茄苳坑庄為鄰，北與頂鹽田庄為鄰，東北與下鹽田庄為鄰，東邊為右沖庄，東南邊為廍後庄，西南邊及西邊為蚵仔藔庄半葉。
1901年（日治明治三十四年）11月11日，全台廢縣廳改設二十廳，該庄隸屬於鳳山廳。1904年（明治三十七年）5月3日，該庄編入「仕隆區」，隸屬於鳳山廳。1909年（明治四十二年）10月25日，全台合併二十廳為十二廳，仕隆區改隸屬於臺南廳。1920年（大正九年）10月1日，全台地方制度大改正，廢十二廳改設五州二廳，該庄改制為「援中港」大字，隸屬於高雄州高雄郡左營庄（新制街庄）。1924年（大正十三年）12月25日，高雄郡廢郡，左營庄改隸屬於岡山郡。1940年（昭和十五年）10月1日，左營庄廢庄，本地區改隸屬於州轄高雄市。
戰後高雄市改制為省轄高雄市，大字亦改制為里。1946年（民國35年），高雄市劃分為10個區，本地區拆開而分別隸屬於楠梓區、左營區。1979年（民國68年）7月1日，高雄市升格為院轄高雄市。2010年（民國99年）12月25日，高雄縣、市合併為現今院轄高雄市。

## 聚落
本地區發展較早的聚落為頂援中港（已消失）、下援中港（已消失），在日治初期的官方地圖上已有記載。

## 交通
省道台17線又稱「西部濱海公路」，是甲南至水底寮的幹道，經過本地區東北端。由該道路北行可前往橋頭區西南端、梓官區、彌陀區、永安區東部等地；南行可前往左營區、鼓山區、三民區、前金區等地。
規劃中的高雄捷運紫線將設置援中港站。